# プレイモ
プレイモ (Pleymo) とは、1997年に結成されたフランスのニューメタルバンドである 。フランス産ニューメタルバンドとして圧倒的な知名度を誇るバンドであり、ヨーロッパ各国や日本を中心に高い人気を獲得。また、彼ら自身は大の親日家として知られている。中心人物のマーク(vo)は昔ディズニーで働いてたこともあるプロのアニメーターで、尊敬する監督は宮崎駿＆押井守 。来日した【SONICMANIA'04】のライブでは、「押井守監督に捧げます」と日本語歌詞もちりばめられた「K-RA」を披露している 。
バンド名の由来は、ボーカルのマーク・マギオーリが幼少時プレイモービルの人形のような髪型をしていたことからきている。

## 現在のメンバー
- マルク・マギオーリ (Mark Maggiori)  - ヴォーカル
- エリック・ドヴィユートレー (Erik Devilloutreys)  - ギター
- デヴィー・ポルトラ (Davy Portela)  - ギター
- ブノア・ジュイヤール (Benoit Juillard)  - ベース
- フレッド・セロードー (Fred Ceraudo)  - ドラムス
- フランク・バイユール (Frank Bailleul)  - DJ

## 略歴
1997年に結成。その後、メジャーレーベルのエピック・レコードと契約を結び、1999年にアルバム『Keçkispasse』でデビューを飾る。
2002年、2ndアルバム『Episode 2: Medecine Cake』を発表。フランス国内で5万枚以上の売り上げを記録した。
2003年、3rdアルバム『Rock (album)』を発表。
2006年、4thアルバム『Alphabet Prison』を発表。
2007年、活動休止を発表。
2017年、再結成することを発表。

## ディスコグラフィー
- Keçkispasse (1999)
- Episode 2: Medecine Cake (2002)
- Rock (album) (2003)
- Alphabet Prison (2006)

## 日本公演
2002年

サマーソニック02 
- 8月17日:WTCオープンエアスタジアム
- 8月18日: 千葉マリンスタジアム

2002 PLEYMO JAPAN TOUR "MEGA MANI Z NIGHT vol.1"
- 11月12日: 原宿アストロホール【追加公演】
- 11月13日: 渋谷CLUB QUATTRO
- 11月14日: 名古屋CLUB QUATTRO
- 11月15日: 心斎橋CLUB QUATTRO

2004年

SONICMANIA 04
- 1月31日: インテックス大阪
- 2月1日: 幕張メッセ

PLEYMO JAPAN TOUR 2004  
- 4月20日: 川崎CLUB CITTA'  ＜Round Reround Special＞
- 4月21日: Shibuya O-EAST
- 4月22日: 心斎橋CLUB QUATTRO